# Particularismo
Particularismo, em política, é o nome que se dá quando o povo de um lugar procura, dentro do Estado, conservar sua identidade, características e autonomia. O sistema é especialmente típico das sociedades medievais.
Gettel, em relação ao período feudal, acentua que a concentração do poder nas sociedades locais era tamanha, que se tratava de "idade da anarquia organizada" em que "o provincialismo estava demasiadamente arraigado no espírito da época." Este autor traduz o particularismo como "indedependência localista".
Um exemplo moderno de particularismo foi o estabelecido pela constituição sudanesa de 1973, que concedeu grande autonomia à região sudoeste do país.